# 貓娘樂園
《貓娘樂園》是由同人社團NEKO WORKs開發的色情原創同人戀愛冒險型美少女遊戲。角色配音是日語；遊戲同時支援日文、繁體中文、英文三種語言的遊戲字幕。Steam版由Sekai Project發行，台灣地區由同人社團萌少女領域發行。除PC平台外，另外亦於PlayStation 4和任天堂Switch平台發售。
此遊戲同時被改編成全年齡向的OVA，並於2017年12月在Steam發售，同月打入Steam的最暢銷排行榜。2018年12月28日於Comic Market 95會場宣布電視動畫化，2020年1月9日至3月26日在AT-X等渠道播出。

## 概要
巧克力與香草為繪師sayori的個人社團NEKOWORKs中的原創角色兼看板娘。早在2009年7月13日，NEKOPARA的設計者兼sayori便在pixiv發放出巧克力和香草的插圖，隨後幾年也以她們為中心陸續推出原創同人作品。
NEKOPARA特點為引進E-mote系統，令角色可以「活生生」的動起來，而DEMO版及完整版亦同時支援3種語言（日文、英文及繁體中文），除了可以同時顯示兩種語言的字幕，亦可以隨時进行切換。

### 發行歷史
Nekopara系列第一章《Nekopara Vol.1》的DEMO版在2014年12月29日於Steam發佈，日本在2014年12月30日的C87首賣；台灣則要到2015年1月31日于同人活動上才進行首賣。其全年齡向外傳作品NEKOPARA Vol.0亦已公開。官方Twitter在2015年10月30日公佈預定在2016年2月初發售續作Vol.2；同年11月5日公佈正在開發Vol.2並將於2016年2月19日發佈的消息。Vol.3於2017年1月27日開始接受訂購，並在2017年4月28日發行。但由於身為負責人兼遊戲原畫的Sayori因病入院療養，因此順延至2017年5月26日發售。Vol.4於2020年11月27日發售，預定為主系列劇情完結作。
当本游戏在Steam上发售时，由於Steam背后的公司Valve禁止游戏开发商在其平台上销售含有色情内容的游戏，因此Steam版本的猫娘乐园系列不包含色情内容。NEKO WORKs 因此特別於其官网为此游戏的steam版本販售色情补丁供玩家選購。对于描写水无月猫娘们日常的Vol.0和描写La Soleil开张半年前猫娘们生活日常的Extra則没有用于添加色情内容的补丁，因而适合大多数年龄段的玩家。
| Vol.  | 標題                 | 主角         | 片頭曲                                             | 片尾曲                                                                          | 發行日期                                 |
| ----- | -------------------- | ------------ | -------------------------------------------------- | ------------------------------------------------------------------------------- | ---------------------------------------- |
| 1     | La Soleil開店了！    | 巧克力、香草 | （太陽天堂） 主唱：nao、作詞：雪仁、作曲：水城新人 | （貓一樣的天氣） 主唱：霜月遙；作詞：雪仁；作曲：水城新人                       | 2014年12月30日                           |
| 0     | 水無月貓貓們的日常！ | 全（外傳）   | -                                                  | -                                                                               | 2015年8月16日                            |
| 2     | 甜蜜貓娘姊妹         | 椰子、紅豆   | 主唱：榊原由依；作詞：山下慎一狼，作曲：Team-OZ    | 主唱：榊原由依；作詞：山下慎一狼，作曲：Team-OZ                                 | 2016年2月20日                            |
| 3     | 薰香貓娘姊妹         | 楓、桂       | 歌、作詞：Duca；作曲：Scuderia K                   | 歌、作詞：Duca；作曲：Scuderia K                                                | 2017年5月26日                            |
| EXTRA | 小貓之日的約定       | 全（外傳）   | -                                                  | -                                                                               | 2018年7月27日                            |
| 4     | 貓與西點師的聖誕節   | 全           | 歌：KOTOKO；作詞、作曲：PHA                        | 歌：KOTOKO；作詞、作曲：PHA                                                     | 2020年11月27日                           |
| After | La Vraie Famille     | 時雨、草莓   | 歌：Ceui；作詞、作曲：Motokiyo                     | 歌：Aiobahn +81 feat. FUWAMOCO；作詞：Kris Roche；作曲：Aiobahn +81、Kris Roche | 2025年6月13日 2025年7月1日（Steam 平台） |

## 故事簡介
以下簡介按遊戲發售時序排序。

### Vol.1
主人公水无月嘉祥离开了经营着具有悠久传统的和菓子老店的老家，决心以西点师的身份，独力开一间自己的蛋糕店La Soleil。但是从老家寄来的搬家行李里头，竟然混进了两只以前在老家养的人型猫，巧克力与香草。即使想将她们退还回去，在她们的苦苦哀求下嘉祥也只好让步。于是就变成一个人和两只猫一起经营这间La Soleil了。
为了自己最喜欢的主人，就算失败也要继续努力下去的两只猫娘，一起共同编织出一段温暖人心的猫娘喜剧。

### Vol.0
在嘉祥开店La Soleil之前的故事。
一个有关水无月家的长女时雨和六位猫娘唤醒她们的主人，准备早饭，整理房间，外出散步，制作晚饭，洗澡，一起睡觉等等日常生活的故事。

### Vol.2
时雨与其它四只猫娘，枫，桂，红豆，椰子开始在 La Soleil 工作。这个章节通过侧面描写红豆和椰子在 La Soleil 工作时的日常来展现她们情感关系的变化。

### Vol.3
La Soleil 的故事仍在继续，这个章节主要写了桂和枫的故事，通过枫执着追梦这一情节来表现她们深厚的感情。

### Extra
故事背景设定在 Vol.1 的六个月前，这个章节主要写了巧克力和香草两只猫娘还是小猫的时候是如何融入水无月家庭的故事。

### Vol.4
La Soleil 和水无月家都开始为圣诞节做准备。这个章节力图展现烘培之于嘉祥的意义，以及嘉祥努力取得父亲认可的故事。

### After
嘉祥的师傅贝涅认可嘉祥的手艺后，将法国La Soleil关闭。后托付草莓给嘉祥。主为描写妹妹时雨和草莓与主人公嘉祥之间的情感故事。

## 登場人物
以下為登場人物，左側聲優為遊戲配音，中間聲優為OVA動畫配音，右邊聲優為電視動畫配音。
水無月嘉祥（Kashou Minaduki，聲：無/立花慎之介/同左）
本作男主角，因为梦想逃离水无月家，經營著一間設於橫濱市的名叫「La Soleil」的複合式餐廳，出售蛋糕和茶料理，料理能力出众。巧克力與香草稱他為「主人」。個性溫柔，十分關心妹妹和家中貓娘。
巧克力（Chocola，聲：ヒマリ/朋永真季/八木侑紀）
種族：黑色混種貓
雙胞胎貓娘中的姊姊。個性開朗誠實，有點天然呆，而且行動力旺盛，做出來的事多沒經過腦袋。最喜歡待在男主角身邊，雖然時常對男主角造成困擾，但由於她的個性相當討喜，要讓人討厭也非常的難。為Vol.1的主要角色之一。
香草（Vanilla，聲：中村編/豬口有佳/佐伯伊織）
種族：白色混種貓
与巧克力是雙胞胎貓娘的妹妹。個性聰明勤奮外，洞察力也很高，會觀察與站在他人角度來做出決定並給予男主角提示與建議。經常被誤認為無口，偶爾會吐嘈主人公的行為。為Vol.1的主要角色之一。
水無月時雨（Shigure Minaduki，聲：佐倉江美/永井真衣/M·A·O）
嘉祥的妹妹，同時亦是一眾貓娘的飼主和故事的起因。与哥哥有年龄差的而且極度兄控和傲嬌的妹妹，很少出外，經常穿着和服，是一位在背後幫助哥哥的無名英雄，而且很有商業頭腦。After主要角色之一。（遊戲劇情中貓娘所有開銷來源皆自時雨，其商業頭腦強大到具有多間公司股票及分店）
紅豆（Azuki，聲：成瀨未亞/同左/井澤詩織）
種族：曼切堪貓
眾貓娘中最年長的一位並有大阪腔，但與其年齡相反的是外貌還是一個蘿莉。個性奔放自由、無所畏懼，就算踫壁了還是可以繼續嘴炮，而且積極性很低的她不愛做特別是體力勞動的事，因此經常與椰子吵架，但其實非常關心家人。「短腳」是最不能在她面前說的話。為Vol.2主要角色之一。
椰子（Coconut，聲：手塚凉子/立石惠/水谷麻鈴）
種族：緬因貓
眾貓娘中的四女。神態平靜又高大美艷的貓娘，但實際上只比巧克力和香草大。有著與模特兒般的身材，而且體力非常好（力气很大，包揽力气活），也對時雨絕對忠誠。除此之外還很愛幫人，但經常悲劇收場。雖然常和紅豆吵架，但其實視紅豆為最重要的姐姐，小時候常和紅豆撒嬌，楓也曾說過她們是水無月家貓娘中感情最好的姐妹。為Vol.2主要角色之一。
楓（Maple，聲：小倉結衣/同左/伊藤美來）
種族：美國卷耳貓
眾貓娘中的次女。個性高傲，喜歡較新潮的事物，經常要求時雨買。有點毒舌，缺點是極度怕黑和鬼，甚至已經到達連夜晚去洗手間也要把整條走廊的燈全開才敢去的地步。持有一部3C手機，並教導巧克力怎樣使用3C產品。
喜欢音乐，唱歌很厉害。為Vol.3主要角色之一。
桂（Cinnamon，聲：有坂羽由/岡嶋妙/野口百合）
種族：蘇格蘭摺耳貓
眾貓娘中的三女。總是帶著笑容的治癒系貓娘。時刻都在發情和妄想的媽媽角色，表情也是在遊戲裡最多元的，日常打扮跟魔法少女沒兩樣。為Vol.3主要角色之一。
可可（cocoa，聲：無/無/森嶋优花）
種族：???
電視动画原创角色。与巧克力邂逅的走失年幼猫娘，因為巧克力的關係而喜歡上吃小魚乾。暫時和巧克力及香草一起住在「La Soleil」蛋糕店。
牛奶（Milk，聲：佐倉江美/無/無）
種族：???
在主人公所開咖啡店附近公園的章魚燒店的店員，是店主撿回來的貓。Vol.1出現時無提及名字，Vol.2才正式介紹，Vol.3無出場，Vol.4體型已成長。
草莓（Fraise，聲：葉山桃/無/無）
種族：金吉拉貓
主人公在法國修行時所在的咖啡店收養的貓，年幼時與主人公有一面之緣，後成為該店店員，Vol.4才出場，After主要角色之一。

## OVA
2016年7月，Sekai Project宣佈打算在Kickstarter為OVA募款。改編動畫《NEKOPARA OVA》預計以Nekopara Vol.1的內容為基礎製作，同時還會加入原創新內容。
這次募款在首度達成目標金額為10萬美元時，成品預計會是20分鐘的動畫；之後贊助金額每增加10萬，動畫長度就會延長10分鐘，最多延長至60分鐘為止，即達標金額50萬美元。Sekai Project製作OVA的募款在日本時間12月29日9:00在Kickstarter開始。募款最終達成50萬美元的目標，因此動畫將會是60分鐘的成品。同時，Sekai Project宣佈追加新的目標，分別為60萬、80萬和100萬。當募款突破60萬美元時將會追加俄語、法語、西班牙語、韓語、德語和葡萄牙語字幕、突破80萬美元時會將巧克力與香草幼年時期的故事製作成迷你短篇ADV遊戲、突破100萬美元時會將巧克力與香草幼年時期的故事所製作成的迷你短篇ADV遊戲動畫化。
2017年3月，募款結束，總共籌到近105萬美金。同年12月4日，Sekai Project公布OVA將在稍後的26日發行，之後稍為推前至22日。
2018年7月27日，遊戲官方在Steam上發佈NEKOPARA EXTRA小貓篇的遊戲與動畫，描寫了巧克力與香草兩位貓娘小時候的故事。

### 工作人員
- 原作：NEKO WORKs
- 人物原案／監修：Sayori（NEKO WORKs）
- 腳本原案／監修：雪仁（NEKO WORKs）
- 製片：（NEKO WORKs）／中西孝（ixtl）
- 人物設計／總作畫監督：平野勇一
- 脚本：菊地悠太／杂破业（EXTRA）
- 美術監督：倉田憲一
- 攝影監督：岩井和也
- 3D監督：高橋圭佑
- 動畫製作：中智仁
- 音響監督：飯田里樹
- 音樂製作：鈴木順（Halftone Music）
- 音樂：前田雄吾（Halftone Music）
- 音樂制作：西村信乃（Halftone Music）
- 原作歌曲制作：水城新人
- OP/ED音樂製作：西村潤
- 監督：林宏樹/山本靖贵（EXTRA）
- 制作：ixtl×Felix Film

### 主題曲
NEKOPARA OVA
片頭曲「Baby→Lady LOVE」
作詞：，作曲/編曲：山口朗彦，歌：Ray
片尾曲「▲MEW▲△MEW△CAKE」
作詞：KOTOKO，作曲：sky_delta，編曲： ，歌：KOTOKO
NEKOPARA EXTRA
片尾曲「Symphony」
作词、作曲、编曲：y0c1e，歌：Luce Twinkle Wink☆

## 漫画
漫画《NEKOPARA～巧克力&香草～》在《电击G's Comic》2018年7月号~2019年1月号连载，作画是Tam-U。
单行本2019年1月10日發售、ISBN 978-4-04-912257-2（全一冊）。東立出版2022年1月7日、ISBN 978-957-26-6042-3

## 电视动画
2019年6月29日，公布製作電視动画的消息，以及官方网站和动画PV。声优采用和游戏及OVA不同的阵容（唯有男主角嘉祥仍然沿用OVA的立花慎之介），并增加由森嶋優花配音的新原创角色。同年7月6日，在Anime Expo会场进行第一话的先行放映，之後又在7月27日的開拓動漫祭、8月29日的Anime Revolution、11月19日的BICAF2019国际动漫展和11月29日的新加坡C3AFA作先行播映，其中C3還公佈了各電視台的播放時間和主題曲消息。2019年12月24日在東京進行第1話和第2話的先行上映會。同時也一併發表詳細的放送時間、網上廣播節目和OP ED的發送日情報。
2020年1月9日在AT-X、TOKYO MX等電視台播映。

### 製作人員
- 原作：NEKO WORKs
- 监督、音響監督：山本靖贵
- 剧本：杂破业
- 角色设计：平野勇一
- 美術監督：倉田憲一
- 色彩設計：田中千春
- 道具設計：松本弘
- 攝影監督：岩井和也
- 3Dディレクター：伊藤仁美
- 編集：梅津朋美
- 剪輯：梅津朋美
- 音樂：立山秋航
- 音樂製作人：野邉伸泰
- 音樂製作：Avex Pictures
- 動畫製作人：菊地悠太
- 製作人：野邉伸泰、貞永憲佑、飯塚彩、田中聰、宮城惣次、中智仁
- 动画制作：FelixFilm
- 製作：貓娘樂園製作委員會

### 主題曲
片頭曲「Shiny Happy Days」
作詞：吉田詩織，作曲：廣瀨祐輝，編曲：久下真音
主唱：巧克力（八木侑紀）、香草（佐伯伊織）、紅豆（井澤詩織）、楓（伊藤美來）、桂（野口百合）、椰子（水谷麻鈴）
片尾曲
（第1－8、10、12話）
作詞：吉田詩織，作曲、編曲：立山秋航，主唱：巧克力（八木侑紀）、香草（佐伯伊織）
（第9話）
作詞：吉田詩織，作曲、編曲：立山秋航，主唱：枫（伊藤美来）
（第11話）
作詞：吉田詩織，作曲、編曲：立山秋航，主唱：巧克力（八木侑紀）、香草（佐伯伊織）、可可（森岛优花）
插曲（第9、11、12話）
作詞、作曲：吉田詩織，編曲：立山秋航，主唱：第9话、第11话：枫（伊藤美来）、第12话：枫（伊藤美来）、桂（野口百合）

### 各話列表
| 話數   | 日文標題 | 中文標題                   | 劇本     | 分鏡     | 演出       | 作畫監督                                                                                        | 片尾插畫 |
| ------ | -------- | -------------------------- | -------- | -------- | ---------- | ----------------------------------------------------------------------------------------------- | -------- |
| 第1話  |          | 歡迎來到La Soleil！        | 雜破業   | 山本靖貴 | 野上和男   | 坂本千代子、松本純平 齊藤亮、市橋雄一 大竹晃裕                                                  | 鶴崎貴大 |
| 第2話  |          | 迷路的小貓？               | 雜破業   | 阿部雅司 | 阿部雅司   | 大野勉、重國浩子 大竹晃裕、齊藤大輔 佐藤人美                                                    | 石惠     |
| 第3話  |          | 在意的那個孩子             | 久尾步   | 牧野友映 | 牧野友映   | 坂本千代子、尾崎正幸 齊藤亮、岩田芳美 市橋雄一、萩尾圭太 大竹晃裕、松本純平 佐藤人美            |          |
| 第4話  |          | 第一次的…！                | 土田霞   | 今泉賢一 | 球野貴裕   | 大竹晃裕、重國浩子 齋藤大輔、松本純平 大野勉、佐藤人美                                          | 織音     |
| 第5話  |          | 可可的冒險                 | 山下憲一 | 山本里織 | 高村雄太   | 坂本千代子、福地和浩 松尾優、市橋雄一 齊藤亮、尾崎正幸 寺尾憲治、大竹晃裕                       |          |
| 第6話  |          | 無仁義之戰！               | 久尾步   | 野上和男 | 野上和男   | 大竹晃裕、齊藤大輔 大野勉、坂本千代子 岩田芳美、重國浩子 齊藤格、齊藤亮 萩尾圭太、松本弘        | ryota    |
| 第7話  |          | 貓娘們的看家               | 土田霞   | 森野熊三 | 阿部雅司   | 坂本千代子、小野陽子 尾崎正幸、齊藤亮 佐藤人美                                                  |          |
| 第8話  |          | 時雨的憂鬱                 | 山下憲一 | 島津裕行 | 吉川志我津 | 渡邊浩二、飯田清貴 佐藤人美                                                                     | Hiten    |
| 第9話  |          | 真正的心意                 | 久尾步   | 牧野友映 | 牧野友映   | 齊藤大輔、岩田芳美 齊藤亮、市橋雄一 大竹晃裕、小野陽子 齊藤格、重國浩子 福地友樹、竹內昭 濱田翔 |          |
| 第10話 |          | 喵嘎！鈴鐺更新考試         | 土田霞   | 森野熊三 | 球野貴裕   | 齊藤大輔、岩田芳美 沼田廣、村田憲秦 大竹晃裕、LineFarm 佐藤哲也                                 |          |
| 第11話 |          | 可可的報恩                 | 山下憲一 | 山本里織 | 山本靖貴   | 岩田芳美、坂本千代子 大野勉、齊藤大輔 大竹晃裕、佐藤人美 濱田翔、LineFarm 佐藤哲也              | 渡邊明夫 |
| 第12話 |          | 今天是夏天！大海！貓天堂！ | 雜破業   | 牧野友映 | 牧野友映   | 市橋雄一、大竹晃裕 大野勉、小野陽子 重國浩子、山本里織 齊藤亮、齊藤格 坂本千代子                |          |

### 放送電視台
| 放送日期               | 放送時間                         | 放送電視台 | 対象地域 | 備註                    |
| ---------------------- | -------------------------------- | ---------- | -------- | ----------------------- |
| 2020年1月9日 - 3月26日 | 星期四 21:00 - 21:30             | AT-X       | 日本全域 | CS數位廣播              |
|                        | 星期四 22:00 - 22:30             | TOKYO MX   | 東京都   |                         |
| 2020年1月10日 -        | 星期五 0:30 - 1:00（星期四深夜） | BS11       | 日本全域 | BS數位廣播 / 《ANIME+》 |

| 配信期間          | 更新時間                         | 配信電視台 | 2020年1月9日 -  |
| ----------------- | -------------------------------- | ---------- | --------------- |
| 星期四 22:00 更新 | dTV DOCOMO動畫                   |            | 2020年1月9日 -  |
| 星期四 22:00 更新 | 樂天TV DMM Niconico頻道 萬代頻道 |            | 2020年1月10日 - |
| 星期五 12:00 更新 | HAPPY!動畫 MOVIEFULL             |            | 2020年1月10日 - |
| 星期五 19:00 更新 | TSUTAYA TV                       |            | 2020年1月15日 - |
| 星期三 12:00 更新 | 動畫放題 U-NEXT                  |            |                 |

### BD
| 卷數 | 發售日期              | 收錄話數     | 規格編號   |
| ---- | --------------------- | ------------ | ---------- |
| I    | 2020年3月27日         | 第1話~第4話  | EYXA-12803 |
| II   | 2020年5月29日         | 第5話~第8話  | EYXA-12804 |
| III  | 預定2020年7月31日發售 | 第9話~第12話 | EYXA-12805 |

## 手机游戏
2019年7月5日，Yostar在推特上宣布，将与avex technologies及NEKO WORKs合作推出一款手机游戏（NEKOPARAITEN，《猫娘乐园来店》）。为系列首款手机游戏，游戏会分为日服和国际服，预定计划于2020年春发布。将与原作保持相同世界观，并且会有新角色登场。

## 評價
Hardcore Gamer給予Nekopara Vol. 1一個正面的評價，他們表示「Nekopara的視覺小說能令喜歡貓娘的粉絲感享受」，但他們亦指出玩家可能因性愛情節而把故事部分放在另一邊。
在Nekopara未公佈遊戲化的時候，巧克力與香草便因可愛的造型而很受歡迎，而官方亦在2014年於Line發放巧克力與香草的原創貼圖。遊戲化後更是大受歡迎，2014年12月30日在日本C87首售時午前便售罄。
Nekopara Vol.2在Steam獲得超過九成的好評。

## 外部連結
- 官方网站 （日語）
- 動畫OVA官方網站 （页面存档备份，存于） （日語）（中文）（英文）
- 電視動畫官方網站 （页面存档备份，存于） （日語）
- YouTube上的nekoworksofficial頻道（官方YouTube）
- 貓娘樂園的X（前Twitter） （日語）